# Русская верховая лошадь
Ру́сская верхова́я — спортивная порода лошадей.

## Характеристики породы
Кони обладают аристократической внешностью. Они имеют такие отличительные черты: спортивное телосложение; лидерство по технике исполнения разных аллюров; сбоку тело лошади напоминает квадрат; характерный блеск шерсти, в том числе гривы и хвоста.
Высота в холке — 163—165 см; Длина туловища около 180 см; обхват в груди до 180 см; масть вороная (более 50 % животных), караковая, гнедая; голова широкая, среднего размера; уши средней величины; глаза выразительно большие, тёмного цвета; шея длинная, изогнутой формы; грива негустая, с блеском; холка средней высоты; круп хорошо сформированный, средней длины, немного приспущенный; хвост длинный, густой и немного волнистый, с характерным блеском; спина короткая, сильная; грудь глубокая, впалая и крепкая; ноги длинные, ровные, сильные, изящные, с выраженными суставами; копыта высокие, с крепкой роговой пластиной.

## История породы
Создана в России и воссоздана в 1998 году. Среди российских пород заслуживает особого внимания; успешно зарекомендовала себя в выездке. Русские верховые — крупные лошади тёмных мастей, предпочтительно вороной. Русская верховая создана на основе сохранившихся помесей исчезнувшей орловоростопчинской породы с добавлением крови тщательно отобранных по типу и масти лошадей арабской, чистокровной верховой, тракененской и ахалтекинской пород.
Порода создана в конце XVIII века графом Орловым-Чесменским. Будучи кавалерийским генералом, А. Г. Орлов стремился создать строевую лошадь, годную как для ведения военных действий, так и для манежной езды. Путём сложного воспроизводительного скрещивания лошадей арабской, чистокровной верховой, азиатских (видимо, в основном туркменских) и европейских полукровных пород, он вывел новую породу, получившую впоследствии его имя.
Особую роль в создании породы сыграли два жеребца: серебристо-серый арабский Сметанка, купленный Орловым за фантастическую по тем временам сумму в 60000 рублей, и бурый Салтан I, возможно туркменского происхождения.
В своем подмосковном имении Остров граф собрал великолепную коллекцию лошадей различных пород. Основу его поголовья составляли представители излюбленных пород того времени — испанской, датской, неаполитанской, английской, а также арабской, турецкой, персидской, туркменской. Орлову были переданы жеребцы Шах и Дракон, полученные Екатериной II в подарок от персидского шаха. Также, с 1769 года Орлов начинает приводить в завод лошадей, приобретенных им во время русско-турецкой войны, когда он командовал русским флотом в Средиземном море.
В середине 1770-х годов Островской завод становится лучшим из частных заводов России. Здесь Салтан и Сметанка дали всего по одной небольшой ставке каждый. В суровом климате Подмосковья выводные западноевропейские и особенно южные лошади простужались и погибали, пали Салтан и Сметанка. Но все же в 1777 году от Салтана I и выводной из Аравии кобылы Гульливой был получен красно-гнедой Салтан II. Он был правильного экстерьера, имел прекрасную породную голову и безупречные конечности. При росте около 155 см. Салтан II был силен и вынослив, но не проявлял особых способностей к высшей школе верховой езды и не был добронравным. Салтан II широко использовался в заводе и оставил много отличных дочерей, а также сыновей: гнедого Добровольного I, Свирепого I и Свирепого II, Постоянного I.
Все четыре сына Салтана II были оставлены в заводе и основали свои линии. Но только Свирепый II полностью соответствовал эталону новой породы. Столь же безупречный в экстерьерном отношении, что и злобный старший брат Свирепый I, Свирепый II был добронравен, энергичен и имел способности к выездке. Он стал любимой лошадью А. Г. Орлова, ездившего на нем до конца жизни, жеребец даже получил вторую кличку — Графский. От него и англо-арабской кобылы родился известный Ашонок — отец золотисто-гнедого Яшмы (1816 г.), который был признан лучшим производителем всех времен в верховом отделении завода. По портретам лучших сыновей, Яшмы II и Ашонка II можно судить о великолепных качествах их отца.
В 1778 году от Сметанки и выводной английской чистокровной кобылы, дочери Бабраама, родился серый Фелькерзам I, ставший вторым по значению жеребцом в период становления породы. По описаниям современников, Фелькерзам I был гармонично сложен, отличался силой и резвостью, но не проявил способностей в манеже. Только его отдаленным потомкам эти способности придали использованием в скрещивании испанских и датских лошадей. Продолжателем линии стал Фелькерзамчик, от которого родился Фаворит — родоначальник другой распространенной Хреновской линии, из которой произошел Франт, получивший высшую награду на Всемирной Парижской выставке в 1867 г.
В 1778 году Орлов переводит все поголовье завода из Острова в имение ХреновоЕ Воронежской губернии. Это место стало колыбелью двух орловских пород — верховой и рысиситой.
Таким образом, еще при жизни Орлова, в 1801 году, порода в основном уже была создана и включала четыре линии от Салтана II и столько же от Фелькерзама I.
Эти лошади имели нарядный экстерьер, высокий рост (152—158 см), крепкую конституцию, обладали энергичным темпераментом и добрым нравом. По сути, лошади орловской верховой породы были закрепленными англо-арабами и сочетали в себе нарядность и грацию арабской лошади с ростом и силой английской чистокровной. Они, в отличие от орловских рысаков, свободно продавались из завода и быстро завоевали популярность. Жеребцы использовались в качестве производителей в государственных и частных конных заводах. Они оказали решающее влияние на тип лошадей, которыми комплектовалась русская кавалерия во время Отечественной войны 1812 года. К моменту продажи Хреновского завода в казну в 1845 году орловская верховая порода переживала расцвет.
В 1845 году в Хреновской завод было переведено поголовье другой верховой породы — ростопчинской. Ростопчинские лошади были выведены графом Ф. В. Ростопчиным в Воронежской губернии, его завод находился при селе Анна. Эти лошади были близки по происхождению к орловским, но тренировались и использовались в основном в скачках. Они были более мелкого роста, нежели орловцы, менее нарядны, главной особенностью их была резвость. Вначале обе породы разводили в чистоте, но вскоре было создано смешанное орлово-ростопчинское отделение, а в 1860 г. породы были объединены в одну, получившую название орлово-ростопчинской.
В этот период в породе основными были три линии: Яшмы I, Фаворита I, и Каймака (ростопчинская линия). В разведении с начала шестидесятых годов предпочтение отдавалось жеребцам орловского происхождения, но вскоре стали все шире использовать английских чистокровных, что повело к постепенной утрате типа и верховых качеств орлово-ростопчинской лошади в Хреновском заводе. Завод все еще мог купить орловских производителей в других заводах, но, дабы не насти урон престижу, этого сделано не было.
В 1883 г. верховое отделение Хреновского конного завода было ликвидировано, все поголовье верховых лошадей было переведено в Беловодские заводы, в основном в Лимаревский. Кроме того, все меньше становилось частных заводов, занимающихся разведением орловской верховой. В 1860—1870 годах их было около десяти, а к началу XX в. орлово-ростопчинцы оставались только в Дубровском конном заводе. В Лимаревском заводе, ввиду суровых условий содержания лошадей, дела шли с переменным успехом.
Начиная с семидесятых годов XIX в. орлово-ростопчинские лошади неизменно становились призерами российских и международных конских выставок. Привлекали внимание их однотипность, породность, добронравие и прекрасные движения. Лошадей орлово-ростопчинской породы охотно покупали коннозаводчики разных стран.

## Упадок породы
Первая мировая и гражданская войны нанесли тяжелый урон коневодству, многие конные заводы потеряли весь свой племенной состав. Возрождение породы началось только в 20-е 30-е годы. Первоначально остававшиеся чистопородные орлово-ростопчинцы и их помеси были собраны в Лимаревском конном заводе. Однако уже через два года все поголовье этих лошадей было переведено в Деркульский конный завод. Всего для разведения было собрано 165 лошадей, среди которых было 10 чистопородных лошадей, 100 голов полукровных на различной основе и 3/4-кровных, 9 англо-арабских маток и 46 лошадей другого происхождения (в том числе неустановленного), которых по типу можно было отнести к орлово-ростопчинцам. Уже в 1939 году на Всесоюзной сельскохозяйственной выставке экспонировались лошади этой породы, получившей название русской верховой.
Это поголовье уцелело во время Великой Отечественной войны. В Красногвардейском конном заводе Свердловской области была начата работа по восстановлению породы. Чистопородных русских верховых собирали буквально по одной в разных хозяйствах страны. Также в завод поступали их помеси, англо-текинские, арабские, терские кобылы. Основным принципом работы стало поглощение перечисленных пород русской верховой. Первые выращенные в заводе лошади соответствовали желательному типу. В заводе были созданы оптимальные условия содержания, система тренинга и испытаний.
Но работа по восстановлению породы не получила поддержки, вскоре основное поголовье верховых лошадей Красногвардейского конного завода было переведено в Курсавский конный завод Ставропольского края. Здесь порода не нашла себе новой родины, условия разведения были далеко не оптимальными. Через два с небольшим года новый перевод, в Лабинский конный завод Краснодарского края. В 1955 г. русские верховые лошади стали в массовом порядке реализовываться в окрестные зерноводческие совхозы. Большая часть их была продана в Армавирский, Незамаевский и Степнянский совхозы, откуда в короткий срок бесследно исчезла.
Лошади русской верховой породы недолго использовались в других заводах, в частности в Запорожском заводе на венгерских кобылах несколько ставок дал жеребец Глобус. Два сезона использовались на тракененских кобылах Конного завода имени С. М. Кирова жеребцы Букет и Красунь. Немногочисленные лошади русской породы оставались в хозяйствах Урала. Бесценную кровь русской верховой несут в себе представители украинской верховой породы.

## Возрождение
В 1978 г. под научным руководством кафедры коневодства Тимирязевской сельскохозяйственной академии в Старожиловском конном заводе была возобновлена работа по воссозданию русской верховой породы. Основой для работы послужили тракененские, а также англо- и арабо-тракененские кобылы. Постепенно завод комплектовался кобылами с небольшой (от 1/8 до 3/8) долей кровности по русской верховой породе, чистокровными верховыми, арабскими, ахалтекинскими, орловскими рысистыми, терскими и кобылами других пород, по типу приближающимися к русской верховой.
Использовались арабские, чистокровные верховые, ахалтекинские жеребцы, русский рысак Игранный, но прежде всего жеребцы с долей кровности по русской верховой породе. Это были Набег  — внук Букета, Грохот - внук Глобуса (оба жеребца из Александрийского завода), Имбирь , Гром , Гамбит , Грифель , Барьер . В племенной работе в основном были использованы лошади, несшие кровь пород, давших начало орловской и ростопчинской лошадям.
Русская верховая порода лошадей включена в «Государственный реестр селекционных достижений, допущенных к использованию», изданный Министерством сельского хозяйства и продовольствия в 1999 г. Породе присвоен регистрационный номер — 9353144, основным оригинатором породы определен Старожиловский конный завод Рязанской области. Завод получил соответствующую государственную лицензию. Руководство племенной работой с русской верховой породой лошадей и их централизованный племенной учет поручены кафедре коневодства Московской сельскохозяйственной академии имени К. А. Тимирязева, что также подтверждено государственной лицензией.

## Использование породы
Наилучшие результаты представители породы показывают в выездке. Стоит упомянуть таких лошадей как Барин, выступавший в соревнованиях по выездке в СССР и за рубежом с 1985 года под седлом Юрия Ковшова, а также принимавшего участие в Олимпийских играх в Сеуле и Барселоне. Диксон, выступавший под седлом Нины Меньковой, Гепард, Амаретто, Изумитель, Бельведер. Также русские верховые успешно используются в конкуре (Дурман, Ивняк, Досуг, Горихвост) и троеборье.